# Bernardino Molinari
Bernardino Molinari (Roma, 11 de abril de 1880 - 25 de dezembro de 1952) foi um maestro italiano.

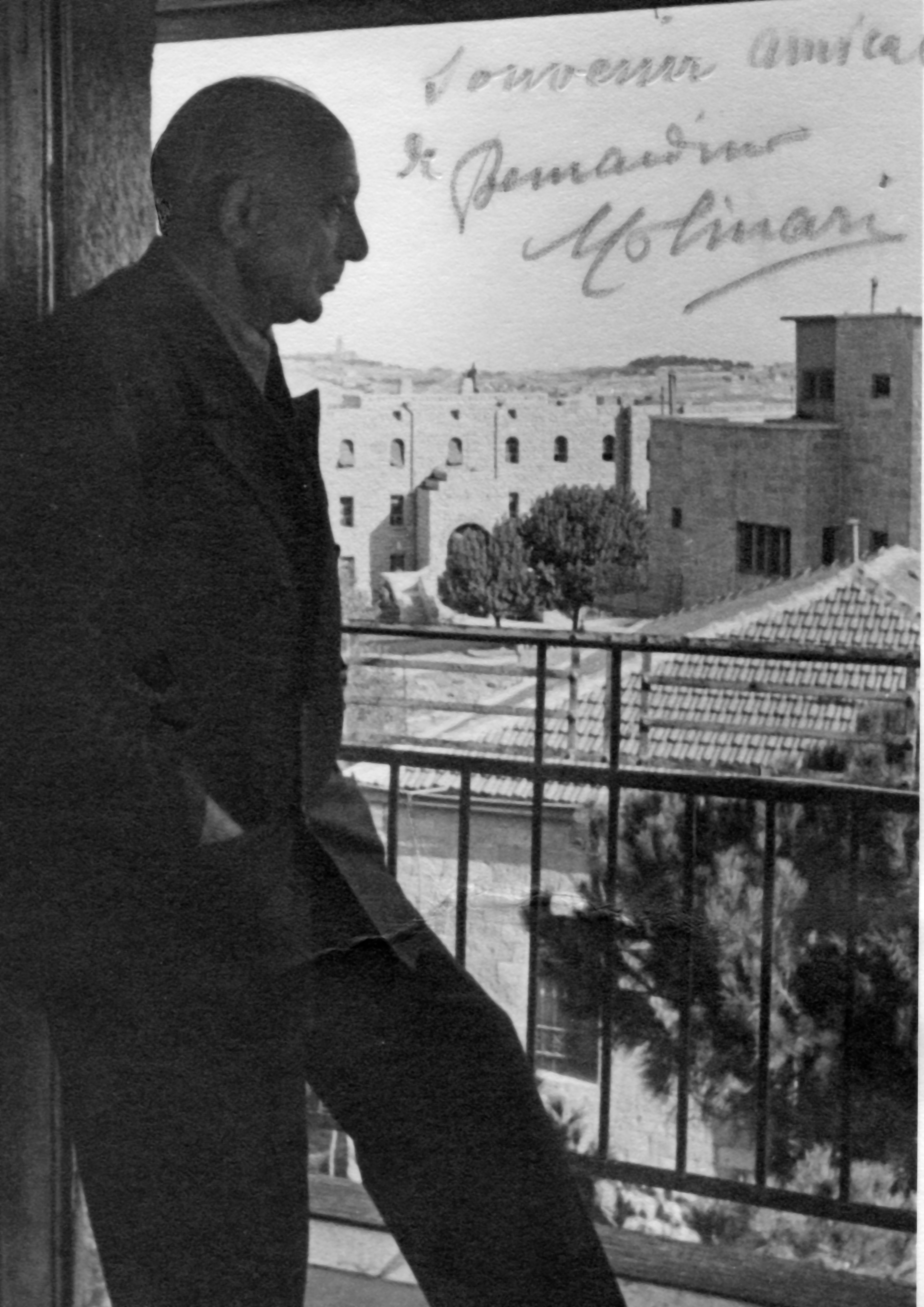
Molinari in Jerusalem, 1945

Molinari estudou com Renzi e Falchi na Academia de Santa Cecília, na sua cidade natal, Roma. Em 1912 ele foi apontado como Diretor Artístico da Orquestra Augusteo, depois nomeado para a Orquestra de Santa Cecília, uma posição que ocupou até o fim da Segunda Guerra Mundial. Desde então ele comandou orquestras sinfônicas na Itália. Molinari foi Maestro Convidado Residente das mais importantes orquestras na Europa e nas Américas. Diferente de muitos maestro italianos, ele nunca conduziu uma ópera.
Molinari conduziu as premières de Pini di Roma, de Ottorino Respighi, com a Orquestra Augusteo em 4 de dezembro de 1924 e em 15 de dezembro de 1947 ele dirigiu a premières de Exodus, de Josef Tal, com a Filarmônica de Israel em Tel-Aviv.